# 정규
정규(鄭圭, 1923년 ~ 1971년)는 대한민국의 화가·도예가·교육자이다.
강원도 고성의 무역상인 운하(雲夏)의 아들이다. 일본 데이고쿠미술학교(帝國美術學校) 서양화과를 1944년 졸업하였다. 한국 전쟁 때 월남하여 한동안 부산에서 작품활동을 하다가 서울로 돌아온 후에는 주로 국립박물관을 중심으로 활동하는 한편, 1954년 이후로는 이화여자대학교 미술대학을 필두로 홍익대학교, 경희대학교 등에서 학생들을 가르쳤다.
1957년 록펠러 재단 초청으로 미국 로체스터에 1년간 머물면서 도자기를 연구한 바 있다. 이것이 계기가 되어 그 이후에는 서양화에서 전신(轉身)하여 도자기와 판화에만 전념했다.
1953년 첫 서양화 개인전을 가졌고 1956년에 목판화전, 1961년에 도자기전을 가졌으며, 1958년 한국판화협회의 참가 외에는 별로 그룹활동에 종사하지 않았다.
농촌을 소재로 한 소탈하고 서민적인 체취와 향토적인 색채가 짙은 폭넓은 작품을 남겼다. 작품으로는 〈농촌〉, 〈곡예(曲藝)〉 등이 있다.